# Sulistrowiczki
Sulistrowiczki est une localité polonaise de la gmina de Sobótka, située dans le powiat de Wrocław en voïvodie de Basse-Silésie.